# Ácido fenoxiacético
O ácido fenoxiacético é um composto orgânico com odor que lembra o mel. É modelo estrutural e intermediário na síntese de diversos herbicidas (Auxinas sintéticas, tais como o Agente Laranja), fungicidas, aromatizantes e corantes.

## Preparação
O ácido fenoxiacético pode ser obtido pelo tratamento do fenol e do ácido cloroacético com uma solução de hidróxido de sódio . A solução alcalina subtrai o próton do grupamento hidroxila do fenol. O íon fenolato assim formado realiza um ataque nucleofílico no carbono ß do ácido cloroacético, com ruptura da ligação cloro-carbono e formação do íon cloreto.

## Propriedades e utilização
O ácido fenoxiacético forma cristais incolores ou quase, pouco solúveis em água. É um ácido de força moderada (pKa 3,17), de fortes propriedades antissépticas.